# Arolsen Archives
Die Arolsen Archives – International Center on Nazi Persecution sind das internationale Zentrum über NS-Verfolgung mit dem weltweit größten Archiv zu den Opfern und Überlebenden des Nationalsozialismus. Die Organisation hat ihren Sitz in der nordhessischen Stadt Bad Arolsen. Bis zum 20. Mai 2019 waren die Arolsen Archives unter dem Namen Internationaler Suchdienst (englisch International Tracing Service; ITS) bekannt. 
Die Arolsen Archives beantworten bis heute jährlich Anfragen zu rund 20.000 NS-Verfolgten. Die Klärung von Schicksalen und die Suche nach Vermissten war über Jahrzehnte die zentrale Aufgabe der Institution, die 1948 von den Alliierten gegründet wurde. Das Archiv ist zugleich die Grundlage für Forschung und Bildung. Seit 2015 bauen die Arolsen Archives ein umfassendes Online-Archiv auf, um den weltweiten Zugriff auf die Dokumente zu ermöglichen.
Die Sammlung mit Hinweisen zu rund 17,5 Millionen Menschen gehört seit Juni 2013 zum UNESCO-Weltdokumentenerbe. Sie beinhaltet Dokumente zu den verschiedenen Opfergruppen des NS-Regimes, zur Zwangsarbeit sowie zu Displaced Persons und Migration nach 1945.

## Arbeit der Arolsen Archives

### Organisation
Die Arolsen Archives werden aus dem Haushalt des Auswärtigen Amts (AA) finanziert. Die Aufsicht über die Organisation obliegt dem Internationalen Ausschuss, der mit Vertretern der elf beteiligten Länder (Deutschland, Belgien, Frankreich, Großbritannien, Griechenland, Israel, Italien, Luxemburg, Niederlande, Polen, USA) besetzt ist und zweimal jährlich zusammentritt. Der Vorsitz des Internationalen Ausschusses wechselt jährlich zwischen den Mitgliedstaaten. Die Direktorin/der Direktor wird seit 2012 direkt vom Internationalen Ausschuss ernannt. Am 1. Oktober 2023 waren 210 Mitarbeiterinnen und Mitarbeiter bei den Arolsen Archives beschäftigt.
Seit Januar 2016 ist Floriane Azoulay Direktorin der Arolsen Archives. Im März 2023 warfen Beschäftigte und ehemalige Beschäftigte ihr und ihrem Stellvertreter Steffen Baumheier ein missbräuchliches Führungsverhalten mit Demütigungen und Ausgrenzungen vor. In Abstimmung mit dem Internationalen Ausschuss wurde eine Kanzlei beauftragt, die die Vorwürfe von Mobbing, Machtmissbrauch und Sexismus prüfen sollte. Die Mitarbeitenden kritisieren den zu kurzen Untersuchungszeitraum (der Internationale Ausschuss begrenzte den Untersuchungszeitraum auf die Zeit vom 8. März 2021 bis zum 8. März 2023) und die Unklarheit, ob der Bericht auch den Mitarbeitenden vorliegen wird. Am 25. August 2023 teilte der Internationale Ausschuss mit, dass der Abschlussbericht der Kanzlei „keine arbeitsrechtlich oder strafrechtlich relevanten Pflichtverletzungen der Direktion festgestellt hat“.

### Aufgaben
Die Hauptaufgabe des ITS war bei seiner Gründung die Suche nach nichtdeutschen Personen im Gebiet des damaligen Deutschen Reiches sowie den deutsch besetzten Gebieten in der Zeit von 1933 bis 1945, die während des Zweiten Weltkrieges verschleppt worden waren oder aus anderen Gründen vermisst wurden. Die Arolsen Archives geben über folgende Opfergruppen der nationalsozialistischen Gewaltherrschaft Auskunft:
- Menschen aller Nationalitäten, die zwischen 1933 und 1945 deportiert wurden und in Konzentrationslagern, Ghettos, Arbeitslagern und Gestapo-Gefängnissen inhaftiert waren
- Menschen, die in das damalige Reichsgebiet verschleppt wurden und Zwangsarbeit leisten mussten
- verschleppte Personen (Displaced Persons DP), die nach der Befreiung unter der Obhut internationaler Flüchtlingsorganisationen standen
- Kinder, die nach der Befreiung unter 18 Jahre alt waren und zu den Verfolgtengruppen gehörten
- Sowjetische Kriegsgefangene und italienische Militärinternierte sowie andere Kriegsgefangene, die in Konzentrationslager deportiert wurden oder Zwangsarbeit leisten mussten

Informationen über das Schicksal der Personen stammen unter anderen aus Dokumenten der Gestapo, Arbeitsbüchern, Krankenberichten, Registrierlisten in den Lagern, Durchgangslisten zu anderen Lagern, Sterbelisten, Emigrationslisten, Listen von Hilfsorganisationen.

### Anfragen – Auskünfte
Auskünfte zum Schicksal ehemals NS-Verfolgter werden an Überlebende, an ihre Angehörigen oder mit dem Einverständnis der Betroffenen an Drittpersonen erteilt.
Ergibt sich aus den Nachforschungen die Feststellung des Todes einer Person, kann dies auf Antrag vom Sonderstandesamt Arolsen beurkundet werden. Die Dokumente im Archiv des ITS/der Arolsen Archives waren und sind bis heute im Rahmen von Entschädigungen sowie für den Nachweis von Rentenansprüchen wichtig. NS-Verfolgte mussten anhand von Bescheinigungen über Zwangsarbeit, Verfolgung, Haftzeiten sowie Verletzungen und Krankheit ihren Anspruch nachweisen. Das Ausstellen dieser Bescheinigungen war zum Beispiel in den späten 1950er und 1960er Jahren eine Hauptaufgabe des ITS. Zur verstärkten Nutzung des Internets für die Erteilung von Auskünften und die Akteneinsicht wurde 2016 die Website des ITS neu gestaltet.
Durchschnittlich erreichen die Arolsen Archives rund 20.000 Anfragen pro Jahr aus circa 70 Ländern. Sie kamen aus 74 Ländern. Besonders hoch ist das Interesse in Deutschland, Polen, Russland, Frankreich, in den Vereinigten Staaten, Italien und Israel. In etwa 60 Prozent der Fälle können die Arolsen Archives dank ihrer Dokumentation eine Auskunft erteilen und Dokumentenkopien zur Verfügung stellen. Vermehrt gehen Anfragen der zweiten und dritten Generation ein, die Informationen über das Schicksal ihrer Familienangehörigen suchen.
Über den bis heute aktiven Suchdienst werden pro Jahr in rund 30 Fällen Familien zusammengeführt, bei denen Angehörige sich durch Verschleppung, Zwangsarbeit oder Emigration während der NS-Zeit nie kennenlernen konnten (beispielsweise Halbgeschwister). Die Arolsen Archives arbeiten dabei eng mit dem Netz der nationalen Suchdienste des Roten Kreuzes und des Roten Halbmondes zusammen. Zu den herausragenden Einzelschicksalen zählte dabei 2015 beispielsweise die Zusammenführung von Mutter und Tochter, die 1944 getrennt worden waren. Während der Phase der Entschädigung von osteuropäischen Zwangsarbeitern über den Fonds der Stiftung „Erinnerung, Verantwortung und Zukunft“ zwischen 2000 und 2007 erreichten den ITS etwa 950.000 Anfragen. In der Folge baute sich ein großer Stau an Anfragen auf, der dem Ruf der Einrichtung zwischenzeitlich erheblichen Schaden zufügte. Heute erhalten Angehörige nach spätestens zwei bis vier Monaten die Antwort auf ihre Anfrage.

## Archiv

### Bestände
Der Bestand der Arolsen Archives ist mit rund 30 Millionen Dokumenten eine der weltweit größten Sammlungen von Unterlagen über zivile Opfer der nationalsozialistischen Herrschaft. Die Institution arbeitet zur Ergänzung des Dokumentenbestandes seit vielen Jahrzehnten mit Archiven im In- und Ausland zusammen, um deren Bestand im Hinblick auf den eigenen Informationsbedarf zu sichten und gegebenenfalls Dokumente zu kopieren oder zu erwerben.

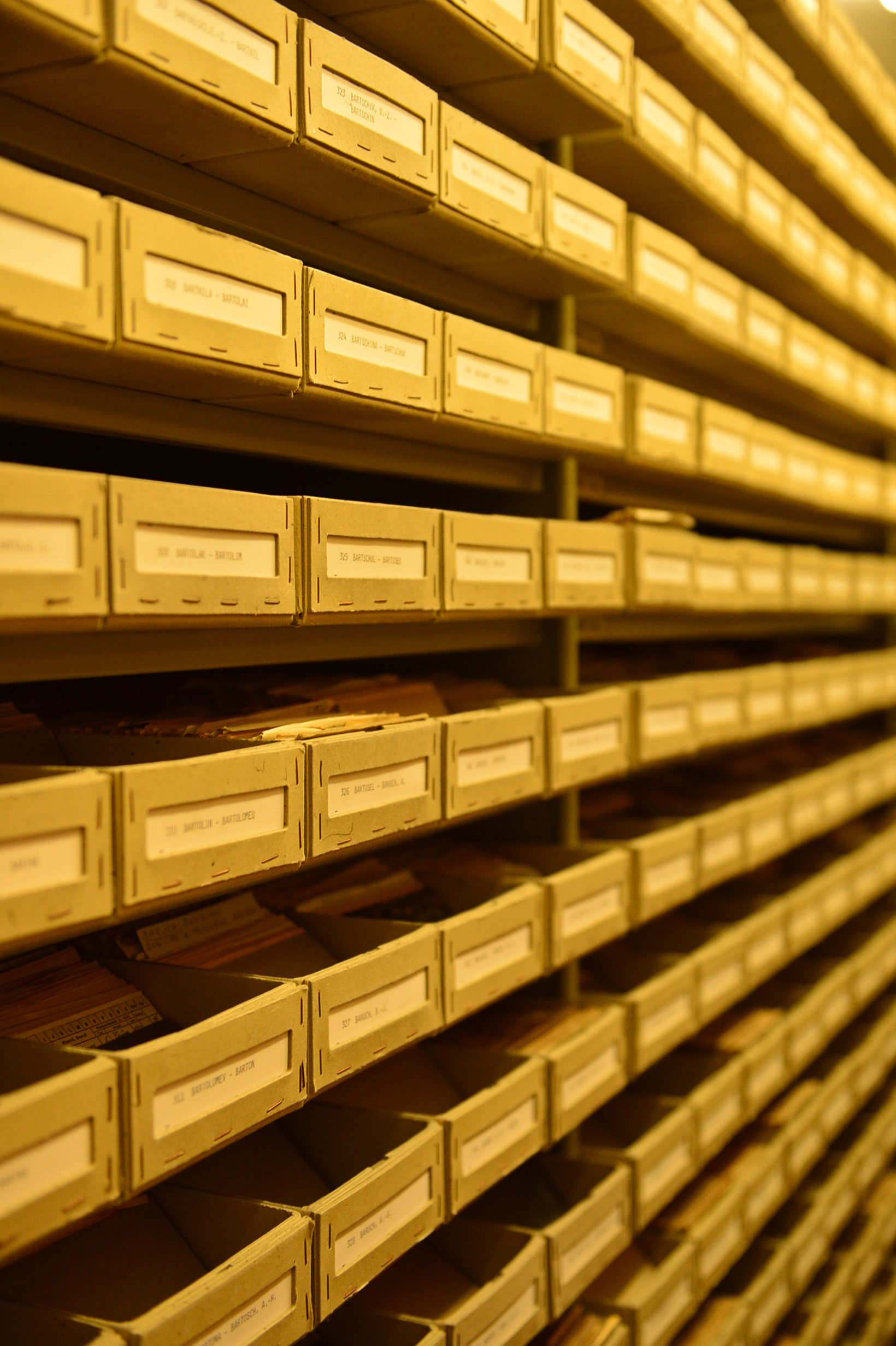
Historisches Foto der Zentralen Namenkartei, die 50 Millionen Hinweiskarten zu 17,5 Millionen Menschen umfasst. Sie wurde 2013 in das UNESCO Register „Memory of the World“ aufgenommen.

In der Zentralen Namenkartei befinden sich Hinweise zu etwa 17,5 Millionen Menschen. Der Gesamtbestand des Archivs beträgt rund 26 laufende Papierkilometer (das heißt hochkant Blatt an Blatt aufgereihtes Papier). Die Dokumente geben Aufschluss über das Ausmaß der Verfolgung durch das NS-Gewaltregime, die skrupellose Ausbeutung durch Zwangsarbeit und die Folgen des Zweiten Weltkrieges für Millionen von Flüchtlingen. Im Wesentlichen teilen sich die Bestände in die drei großen Bereiche Inhaftierung, Zwangsarbeit und Displaced Persons auf. Unter den Dokumenten befinden sich erhalten gebliebene Akten mehrerer Konzentrationslager, Gefängnisse, Ghettos sowie Arbeitsbücher, Krankenakten, Versicherungsunterlagen, Meldekarten von Behörden, Krankenkassen und Arbeitgebern etc. und auch Akten von Lebensborn, Organisation Todt, Gestapo und SS.
Aber auch Einzeldokumente von herausragender historischer Bedeutung wie beispielsweise die Listen der jüdischen Zwangsarbeiter, die der Industrielle Oskar Schindler vor dem Tod rettete. Auch Dokumente von Anne Frank, Simon Wiesenthal, Konrad Adenauer u. a. finden sich in den Beständen.

### Effekten aus Lagern
Bei Effekten handelt es sich um persönliche Gegenstände, die Häftlingen bei ihrer Einlieferung ins Konzentrationslager abgenommen wurden. Die Arolsen Archives bewahren in ihrem Archiv Effekten von rund 2.500 ehemals Inhaftierten, von denen die allermeisten namentlich bekannt sind. Die Gegenstände haben in der Regel keinen materiellen, aber einen hohen ideellen Wert für die Familienangehörigen. Nicht selten sind sie ein letztes Erinnerungsstück. Unter den Effekten befinden sich Brieftaschen, Ausweispapiere, Fotos, Briefe, Urkunden sowie vereinzelt Modeschmuck, Zigarettenetuis, Eheringe, Uhren oder Füllfederhalter der ehemaligen KZ-Häftlinge. Sie stammen hauptsächlich aus den Konzentrationslagern Neuengamme und Dachau. Daneben befinden sich Gegenstände einiger weniger Häftlinge der Gestapo Hamburg, aus den Konzentrationslagern Natzweiler und Bergen-Belsen sowie den Durchgangslagern Amersfoort und Compiègne darunter.

### Kampagne #StolenMemory
Die Arolsen Archives verfolgen das Ziel, die Effekten an die Besitzer oder die Familien der NS-Verfolgten zurückzugeben. Jedes Jahr gelingt das in einigen Fällen. Durch die 2016 gestartete Kampagne #StolenMemory konnten bis Oktober 2023 schon über 800 Familien gefunden werden, oft mit Hilfe von Freiwilligen, die in verschiedenen Ländern recherchieren. Die Online-Präsentation der Effekten auf der Website der Arolsen Archives wird durch Suchaufrufe via Social Media ergänzt, zudem gibt es verschiedene Ausstellungsformate. Die Ausstellung #StolenMemory war schon in vielen europäischen Städten wie Paris, Warschau, Moskau, Barcelona oder Venedig zu Gast. Zusätzlich werden Bildungsmaterialien für Schulen angeboten. Die Website #StolenMemory erhielt zahlreiche Preise, unter anderen den Grimme Online Award 2021 sowie den Grand Prix im Art Directors Club Wettbewerb.

### Zwangsausbürgerungen: "Jeder Name zählt"
Physiknobelpreisträger Albert Einstein oder die Schauspielerin Erika Mann als Tochter von Schriftsteller Thomas Mann wurden von den Nationalsozialisten ab 1933 zwangsausgebürgert, verloren ihre Bürgerrechte und die deutsche Staatsbürgerschaft.
Um an die Geschichte von Zwangsausgebürgerten ab 1933 zu erinnern, können seit November 2024 unter dem Motto #everynamecounts (Jeder Name zählt), Freiwillige über eine Webseite oder ihr Handy die Daten aus den Ausbürgerungskarteien digital erfassen. Es gibt 36.000 Karteikarten, mit der Aktion sollen die Menschen und ihre Geschichten sichtbar gemacht werden.

### Digitalisierung des Archivmaterials
Um die historisch wertvollen Dokumente für die nachfolgenden Generationen zu erhalten, ist die Digitalisierung, elektronische Indizierung und Speicherung des Archivmaterials ein weiterer wichtiger Teil der Arbeit der Arolsen Archives. Diese begann nach der 1999 abgeschlossenen Digitalisierung der Zentralen Namenkartei. Nahezu alle Originaldokumente sind elektronisch eingelesen und recherchierbar. Die Digitalisierung der rund drei Millionen Korrespondenzfälle des ITS mit Opfern, ihren Angehörigen und Behörden ist in Arbeit. Laut einem Beschluss des Internationalen Ausschusses können aber nur Mitgliedstaaten eine vollständige digitale Kopie der beim ITS vorhandenen Unterlagen erhalten. Darüber hinaus wird der Erhaltungszustand der archivierten Dokumente durch Restaurierung und Konservierung so weit wie möglich bewahrt, um die betreffenden Unterlagen vor einem Informationsverlust zu schützen. Diese Maßnahmen umfassen vor allem die Entsäuerung zur Verhinderung von Papierzerfall, Delaminierungen, die Reparatur von mechanischen Beschädigungen sowie eine entsprechend geschützte Lagerung.

### Das Online-Archiv der Arolsen Archives
Zu den Aufgaben der Arolsen Archives zählt es, die Dokumente des Archivs einer breiten Öffentlichkeit zugänglich zu machen. 2015 hat die Einrichtung damit begonnen, nach und nach ausgewählte Bestände in einem Online-Archiv zu publizieren. Unter dem Direktorat von Floriane Azoulay fiel die Entscheidung, den Kernbestand der Arolsen Archives online zu veröffentlichen und weltweit zugänglich zu machen. Stand 2023 stehen rund 40 Millionen Dokumente online. Die Dokumente sind sowohl für die Forschung als auch für Betroffene, Angehörige und Nachfahren sowie Familienforscher, aber insbesondere auch für Bildungsarbeit relevant. Viele Hunderttausend Menschen greifen jedes Jahr auf das Online-Archiv der Arolsen Archives zu.

### Remote
Forschende können auf Anfrage remote Zugriff zu der zentralen Datenbank der Arolsen Archives erhalten, die erweiterte Recherche-Möglichkeiten bietet und mehr Dokumente als das Online-Archiv umfasst. Dies ist vor allem für umfangreiche Forschungsprojekte gedacht, die ansonsten einen längeren Aufenthalt vor Ort bedeuten würden. Alternativ besteht für Forschende auch die Möglichkeit, Anfragen an die Arolsen Archives zu schicken oder sich für einen Forschungsaufenthalt vor Ort anzumelden.

### Crowdsourcing-Initiative #everynamecounts
In der Crowdsourcing-Initiative #everynamecounts übertragen Privatleute aus der ganzen Welt von zuhause über einen Internet-Browser die Namen und weitere Informationen der Opfer aus digitalisierten Dokumenten in spezielle Online-Suchregister. Das Ziel ist, dass künftig Lebens- und Leidenswege von über 17,5 Millionen von den Nazis verfolgten Menschen online auffindbar sein sollen. Damit wolle man zum einen das „Gedenken aus der ritualisierten Erinnerungskultur herausbringen“, zum anderen würden die Daten auf diese Weise online verfügbar und recherchierbar sowohl für Forscher, aber auch für die Nachkommen der ehemaligen KZ-Häftlinge und weiterer Verfolgter. 
Die Arolsen Archives starteten mit #everynamecounts Anfang 2020 zunächst als pädagogisches Projekt an Schulen. Sie riefen weltweit und in fünf Sprachen dazu auf, sich an dem Projekt „Jeder Name zählt“ zu beteiligen. Bis Januar 2024 arbeiteten nach Auskunft des Archivs mehr als 115.000 Freiwillige aus aller Welt daran mit; mehr als 7 Millionen Dokumente sind bereits eingetragen. Im Jahr 2025 soll das Projekt abgeschlossen sein.

### Abgrenzung zu weiteren Archiven
Für das Schicksal von Kriegsgefangenen existiert in Genf die Zentrale Suchstelle (Central Tracing Agency) des Internationalen Komitees vom Roten Kreuz als Nachfolgeeinrichtung der früher bestehenden Internationalen Zentralstelle für Kriegsgefangene. Suchanfragen werden bearbeitet.
Archive und Nachforschungen zu Vertriebenen und deutschen Soldaten werden von anderen Suchdiensten betrieben. Nachforschungen nach vermissten deutschen Staatsangehörigen, sofern sie nicht als Opfer des Nationalsozialismus gelten, liegen in der Zuständigkeit des Suchdienstes des Deutschen Roten Kreuzes (DRK)
und Institutionen wie der Deutschen Dienststelle (WASt). Für Kriegstote der deutschen Wehrmacht gibt es den Volksbund Deutsche Kriegsgräberfürsorge.

## Entstehung und Geschichte

### Gründung und Vorläufer der Arolsen Archives

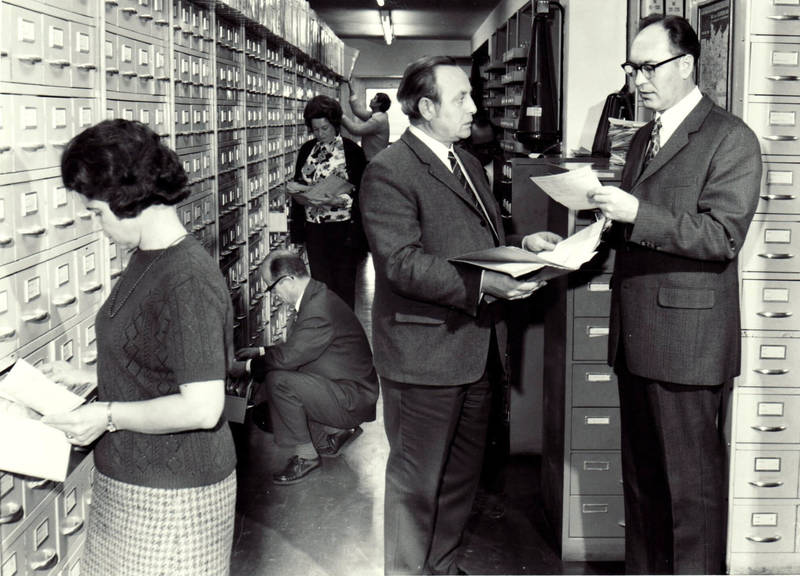
Foto aus dem ITS, ca. um 1970

Als die Alliierten im Jahr 1943 den Ausgang des Zweiten Weltkrieges näher rücken sahen, wurden genauere Erhebungen über die Situation der Inhaftierten, Zwangsarbeiter und Flüchtlinge in Mitteleuropa angestellt. Dieser Aufgabe stellte sich das Hauptquartier der Alliierten Streitkräfte (Supreme Headquarters Allied Expeditionary Force, SHAEF) und übernahm am 15. Februar 1944 die Arbeiten eines Zentralen Suchbüros, dessen Standort infolge des Kriegsverlaufs von London nach Versailles und anschließend nach Frankfurt am Main verlegt wurde. Nach dem Ende des Krieges ging die Leitung an die United Nations Relief and Rehabilitation Administration (UNRRA) und im Juni 1947 an die International Refugee Organization (IRO) als deren Nachfolgeorganisation über. Bereits im Januar 1946 war der Sitz in die hessische Kleinstadt Arolsen, heute Bad Arolsen, verlegt worden, da diese in der geografischen Mitte der vier Besatzungszonen in Deutschland lag und über eine durch den Krieg kaum beschädigte Infrastruktur verfügte. Von Januar 1948 an wirkte der Suchdienst unter dem Namen „International Tracing Service“ (ITS).
Auch in Arolsen richteten die Alliierten 1946 ein bis 1951 bestehendes DP-Camp ein. Sein Zweck war die Unterbringung von Displaced Persons, die ab 1946 für die UNRRA und das Central Tracing Bureau (CTB) arbeiteten, dem Vorläufer des ITS und der heutigen Arolsen Archives.:S. 27 Aufgrund ihrer Sprachkenntnisse arbeiteten die DPs in nahezu allen Bereichen des CTB/ITS, so vor allem in der Dokumenten- und Suchabteilung. Sie übernahmen Schreib- und Übersetzungsaufgaben, waren aber auch im Küchen- und Fahrdienste eingesetzt.:S. 28

### Von der alliierten zur deutschen Trägerschaft
Im April 1951 übernahm zunächst die Alliierte Hohe Kommission für Deutschland (Allied High Commission for Germany, HICOG) die Leitung des ITS. Aufgrund einer offiziellen Anfrage des damaligen Bundeskanzlers Konrad Adenauer an Paul Ruegger, zu der Zeit Präsident des Internationalen Komitees vom Roten Kreuz (IKRK), war von 1955 an das IKRK für die Leitung zuständig. Der ITS steht unter der Aufsicht eines Internationalen Ausschusses, dem Vertreter von elf Ländern angehören. Zur rechtlichen Regelung dieser Zuständigkeiten und des Mandates des Suchdienstes war am 6. Juni 1955 ein entsprechender Vertrag zwischen den Regierungen der beteiligten Länder sowie eine Vereinbarung mit dem IKRK abgeschlossen worden. Für die Gültigkeit dieser als „Bonner Verträge“ bezeichneten Abkommen war nach einer zunächst bestehenden Befristung auf fünf Jahre und einer nochmaligen Verlängerung um weitere fünf Jahre schließlich am 5. Mai 1965 eine unbestimmte Dauer vereinbart worden. Im September 1990 verpflichtete sich die Bundesrepublik Deutschland, die Arbeit des ITS weiterhin zu gewährleisten. Die rechtliche Grundlage bilden seit Januar 2013 die Berliner Abkommen. Sie haben die Bonner Verträge abgelöst. Das IKRK hat sich Ende 2012 aus dem Management des ITS zurückgezogen, weil die neuen Aufgaben im Bereich Archiv und Forschung nicht zu den typischen Einsatzgebieten der humanitären Einrichtung zählen. Institutioneller Partner ist jetzt das Bundesarchiv.

### Öffnung für die historische Forschung

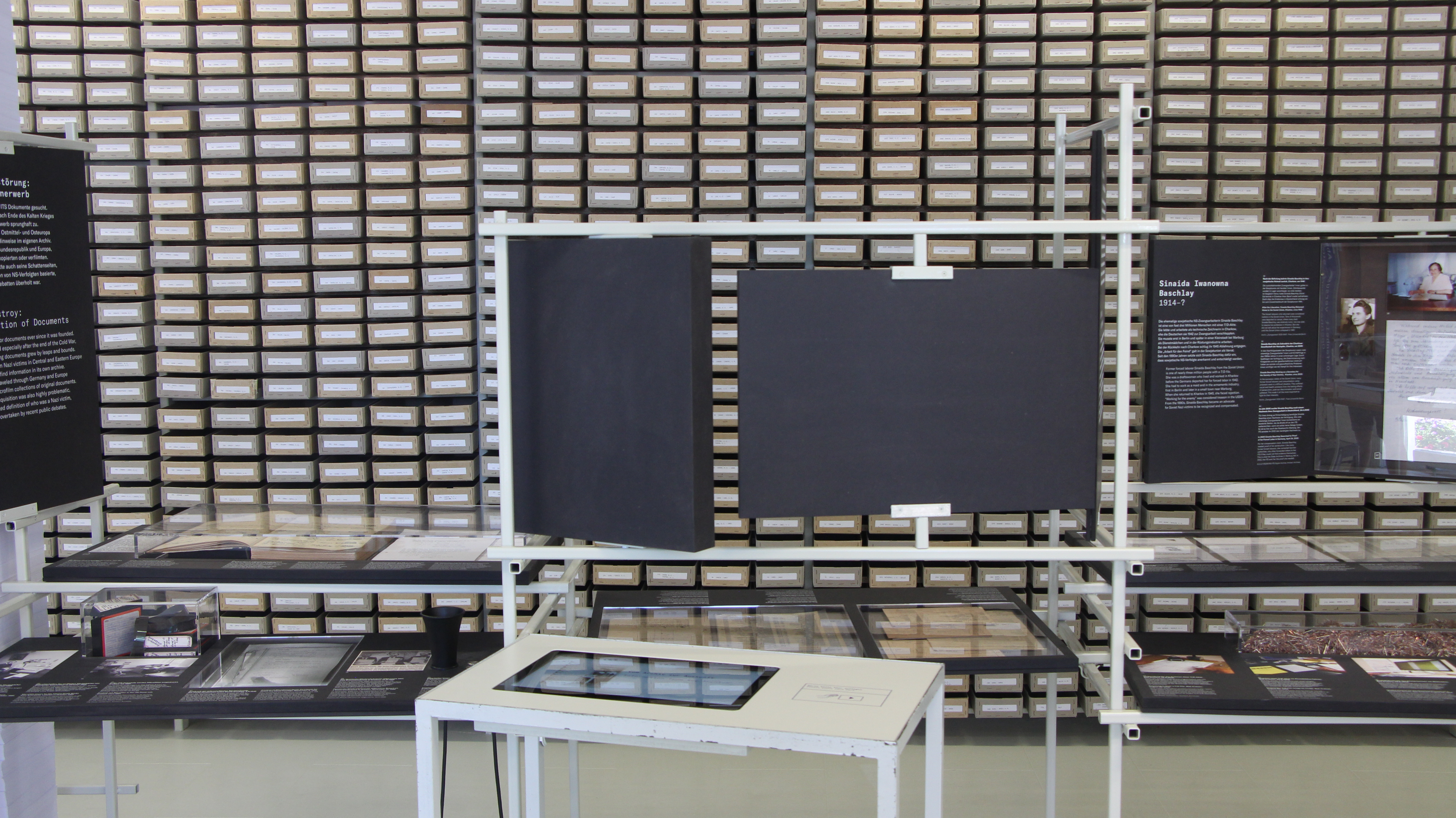
In der Dauerausstellung der Arolsen Archives in der Schloßstraße

Der Tätigkeitsschwerpunkt des ITS hat sich im Laufe seiner Geschichte von der Suche nach vermissten Personen verlagert zur Dokumentation in Form der Sammlung und Auswertung von Unterlagen sowie der Erteilung von Auskünften. Da das im Laufe dieser Arbeit entstandene Archiv auch für die historische Forschung von großem Interesse ist, wurde am 16. Mai 2006 ein Protokoll zur Änderung der Bonner Verträge angenommen, das einen entsprechenden Zugriff auf die Unterlagen des Suchdienstes ermöglicht. Dieses Protokoll musste durch die elf Mitgliedstaaten des Internationalen Ausschusses ratifiziert werden. Basierend auf dem Protokoll wurden auf der Jahresversammlung des Internationalen Ausschusses im Mai 2007 konkrete Zugangsregelungen festgelegt. Mit der Öffnung des Archivs für historische Forschungen werden den Mitgliedstaaten auf Anfrage Kopien des digitalisierten Bestandes zur Verfügung gestellt. Jedes Land legt die Empfängerinstitution selbst fest. Inzwischen haben sieben Staaten davon Gebrauch gemacht. Für die Vereinigten Staaten hat das United States Holocaust Memorial Museum in Washington eine solche Kopie erhalten, für Israel die Holocaust-Gedenkstätte Yad Vashem, für Polen das Nationale Institut des Gedenkens in Warschau, für Luxemburg das Centre de Documentation et de Recherche sur la Résistance, für Belgien das Generalstaatsarchiv in Brüssel, für Frankreich das Nationalarchiv in Pierrefitte-sur Seine und für Großbritannien die Wiener Library.
Im November 2007 erfolgte die Freigabe der Akten für die historische Forschung. Entsprechende Forderungen nach einer Öffnung des Archivs sowie einer Verbesserung des Zugangs durch Kopien der Datenbestände gab es seit vielen Jahren insbesondere von Opferinitiativen, von Verbänden von Holocaust-Überlebenden, von Politikern aus den USA und Israel sowie von Geschichtswissenschaftlern wie Paul A. Shapiro, dem leitenden Historiker des United States Holocaust Memorial Museum. 

### Datenschutz
Die Arolsen Archives haben als internationale Institution eine eigene Datenschutzrichtlinie. Der Internationale Ausschuss stellt die zuständige Datenschutzbehörde.

## Rechtsgrundlagen
Die rechtliche Grundlage für die Arbeit des ITS bildet das in Berlin unterzeichnete Übereinkommen über den Internationalen Suchdienst vom 9. Dezember 2011. Das Übereinkommen hat die Bonner Verträge von 1955 und das Änderungsprotokoll von 2006 abgelöst, die bis zum 31. Dezember 2012 wirksam waren. Bis Ende 2012 bildeten die Bonner Verträge die Rechtsgrundlagen des Internationalen Suchdienstes, die im Juni 1955 abgeschlossen worden waren. Diese umfassten das Abkommen über die Einrichtung eines Internationalen Ausschusses durch die Regierungen Belgiens, Frankreichs, der Bundesrepublik Deutschland, Griechenlands, Israels, Italiens, Luxemburgs, der Niederlande, des Vereinigten Königreichs und der Vereinigten Staaten, sowie die Vereinbarung über die Beziehungen zwischen dem Internationalen Ausschuss für den Internationalen Suchdienst und dem Internationalen Komitee vom Roten Kreuz. Polen trat dem Internationalen Ausschuss im März 2000 ebenfalls bei, der damit aus elf Ländern besteht. Weitere relevante Abkommen und Vereinbarungen waren die Verlängerungs- und Änderungsprotokolle vom 23. August 1960 und vom 5. Mai 1965, das Übereinkommen vom 15. Juli 1993 über den Rechtsstatus des Internationalen Suchdienstes in Arolsen, die Geschäftsordnung des Suchdienstes in der Fassung vom Mai 2000 sowie das Protokoll zur Änderung der Bonner Verträge vom 16. Mai 2006, das die Öffnung des Archivs möglich machte.
Bis Ende 2012 unterhielt Frankreich beim ITS eine Verbindungsmission (FVM), die der Archivdirektion des Auswärtigen Amtes in Paris unterstand. Hauptaufgabe der FVM war die Hilfe für französische Staatsangehörige bei Anfragen an den ITS. Diese wurden von der FVM gesammelt sowie registriert und neben dem ITS auch an andere relevante Stellen wie dem IKRK in Genf übergeben. Der ITS arbeitete darüber hinaus mit der französischen Verbindungsmission auch bei Anfragen ausländischer Staatsangehöriger zusammen, sofern diese sich auf einen Aufenthalt der Betroffenen während des Zweiten Weltkrieges auf französischem Staatsgebiet beziehen.

## Würdigungen der Institution ITS
Am 16. Oktober 2013 wurde der ITS von der UNESCO in das Register des Weltdokumentenerbes (Memory of the World) aufgenommen.

## Kritik
Anfang 2023 wurde Kritik am Arbeitsklima in den Arolsen Archives öffentlich. In einem dem ARD-Politikmagazin Kontraste durch einen Rechtsanwalt vorgelegten Dossier sprachen Mitarbeitende von einer „Kultur der Angst“ und einer „toxischen Arbeitsatmosphäre“. Hierfür verantwortlich gemacht wurden die Direktorin sowie ihr Stellvertreter, die die Einrichtung seit 2016 bzw. 2017 leiten. Insgesamt rund 30 aktuelle und ehemalige Angestellte der Arolsen Archives wiederholten bzw. bestätigten in der Folge gegenüber Medien die Vorwürfe. Sie wandten sich zudem an das Aufsichtsgremium der Arolsen Archives, den Internationalen Ausschuss (IA), und an die Beauftragte der Bundesregierung für Kultur und Medien (BKM) Claudia Roth, in deren Ressort die Arolsen Archives fallen.
In Reaktion auf die Vorwürfe setzte der IA im Auftrag der BKM eine Kommission zur Untersuchung der Sachverhalte ein. Der im Sommer 2023 vorgelegte Abschlussbericht der Kommission stellte fest, es seien "keine arbeitsrechtlich oder strafrechtlich relevanten Pflichtverletzungen der Direktion" festzustellen. Beschäftigte der Arolsen Archives zeigten sich enttäuscht über dieses Ergebnis und kritisierten u. a., dass der Untersuchungszeitraum auf zwei Jahre beschränkt worden war, wodurch zahlreiche Anschuldigungen aus der Untersuchung herausgefallen seien. Zudem sei in dem Bericht „systematisches Mobbing“ auf „Einzelfälle“ reduziert worden. In einer im November 2023 erstmals erfolgten öffentlichen Stellungnahme der Direktorin sprach diese in Bezug auf die geschilderten Missstände von Kommunikationsproblemen und Folgen eines herausfordernden Transformationsprozesses. Eine Veröffentlichung des Abschlussberichts wurde vom IA abgelehnt.